# Sjöjungfrun sjöng sin sång
Sjöjungfrun sjöng sin sång är en roman av Val McDermid, utgiven i Storbritannien år 1995. Engelska originalets titel är The mermaids singing. Agneha Rehder översatte romanen till svenska 1996. Romanen är den första i serien om psykologen Tony Hill och kriminalinspektören Carol Jordan.

## Handling
En seriemördare härjar i den engelska staden Bradfield. Hittills har fyra män lämpats av i de kvarter där staden homosexuella brukar mötas och pressen döper snabbt den brutale gärningsmannen till "bögmördaren". Psykologen Tony Hill, som länge pläderat för att man ska upprätta psykologiska profiler på seriemördare, får nu för första gången pröva sina teorier i praktiken. Hill är expert på seriemördare och hur de fungerar men har aldrig varit ute på fältet. Han kopplas samman med den viljestarka inspektören Carol Jordan, samtidigt som de båda måste värja sig mot kollegor som anser att det inte behövs psykologer för att finna mördaren. Tony Hill har dock också sina privata demoner att kämpa med och han försöker även få reda på mer om den okända kvinna som ringer honom med jämna mellanrum för att prata sex.